# Англо-радянське вторгнення в Іран

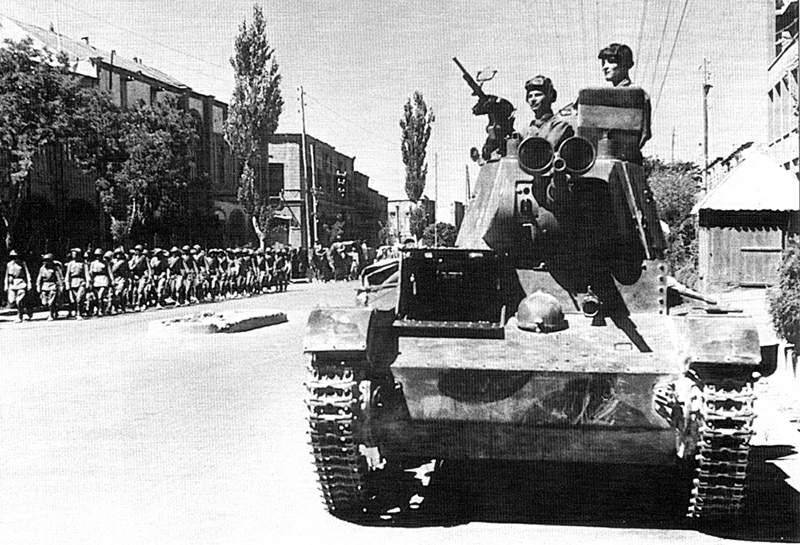
Радянські танкісти 6-ї танкової дивізії проїжджають через Тебриз на Т-26, 28 серпня 1941

Англо-радянське вторгнення в Іран відома також як Іра́нська опера́ція (англ. Anglo-Soviet invasion of Iran, перс. اشغال ایران در جنگ جهانی دوم) або Англо-радянське вторгнення в Персію (англ. Anglo-Soviet invasion of Persia)  — англо-радянська військова агресія проти Ірану в серпні — вересні 1941 року під час Другої світової війни з подальшою окупацією Ірану під кодовою назвою Операція «Згода» (англ. Operation Countenance, рос. Операция „Согласие“). Відбувалася з 25 серпня 1941 року по 31 серпня 1941 року. Обидві держави оголосили, що залишаться в ній до шести місяців після закінчення війни з їхнім ворогом Німеччиною (Друга світова війна), що сталося 2 березня 1946 року. Цього дня британці почали виведення військ, але Радянський Союз відклав виведення до травня, посилаючись на «загрозу радянській безпеці», після чого послідувала Іранська криза 1946.

## Причини
Іран за часів правління шаха Реза Пехлеві, на початку Другої світової війни, був під вельми сильним впливом[джерело?] Рейху. Це занепокоїло влади СК та СРСР. Сполучене Королівство потребувало забезпечити іранські багаті нафтові поля, а також Абаданський НПЗ, що належав Англо-Перській нафтовій компанії і використовувати іранський терен для доставки військових матеріалів до СРСР (в тому числі й Трансіранською залізницею). Зі стратегічних міркувань операція окупації Ірану мала забезпечити тили британських військ, дислокованих у Єгипті і південні кордони СРСР від перманентного захоплення терену німецькими військами. У цій ситуації, генералу Едвард Кюїнен, командувачу британськими військами в Іраку, званих «Іракфорс» (англ. Iraqforce), було наказано готуватися до окупації родовищ Абадану і Нафт-і-Шаху і портів Бушер і Бендер-Шахпур.
12 серпня уряди СРСР і СК надали ноту уряду Ірану, в якій висловлювали надію, що самі іранці будуть вживати заходів проти німецьких резидентів (які були переважно робітниками і дипломатами). Але, відповідь від 21 серпня була для обох країн не задовільною. Наступного дня, оголошено надзвичайний стан у британському війську, і 25 серпня в Червоній армії. Британці окупували порти і багаті нафтові поля півдня Ірану та СРСР — північ країни з містами Ардебіль, Тебриз, Урмія.

## Сили сторін
Велика Британія
- Iraqforce (перейменований на Paiforce 1 вересня) — генерал Едвард Кюїнен
  - 8-а індійська піхотна дивізія (17, 18, 24 і 25 піхотна бригада) — генерал-майор Чарльз Гарві
  - 13-й механізований полк уланів
  - 10-а індійська піхотна дивізія (3 бойові групи) — генерал-майор Вільям Слім
    - «Hazelforce» (21 індійська піхотна бригада, 157 полк польової артилерії, 19 середня артилерійська батарея) — бригадний генерал Джон Айзелвуд Олдама
    - 2-а Індійська броньована бригадна група — бригадний генерал Айзелвуд
    - 4-а кавалерійська бригада (пізніше перейменована на 9 бронетанкову бригаду) у складі 1-ї кавалерійської дивізії — бригадний генерал Джон С. Керрі

  - 6-а індійська піхотна дивізія (з 11 вересня) — генерал-майор Джеймс М. Томсон
- ВМФ:
  - шлюпи: «Ярра» («Yarra»), «Фалмут» («Falmouth»), «Шоргем» («Shoreham»)
  - допоміжний крейсер «Канімбла» («Kanimbla»)
  - корвет «Снапдраґон» (Snapdragon), канонерський човен «Лоуренс» («Lawrence»), «Кокчафер» («Cockchafer») і дрібніші одиниці
- 261-ша ескадрилья винищувачів (винищувачі Hawker Hurricane і Gloster Gladiator)
- 84-та ескадрилья бомбардувальників (бомбардувальники Bristol Blenheim)
- 244-та ескадрилья армійської авіації (літак загального призначення Vickers Vildebeest)
- 31-а транспортна ескадрилья (транспортні літаки Vickers Valentia)

СРСР
- Закавказький фронт — генерал-полковник Дмитро Козлов
  - 44-та армія — (20-та гірсько-піхотна дивізія, 77-ма гірсько-стрілецька піхотна дивізія, 17-та кавалерійська дивізія, 24-й танковий полк) — генерал-майор А. А. Хадєєв
  - 47-ма армія (63-тя гірсько-піхотна дивізія, 76-та гірсько-піхотна дивізія, 236-та стрілецька дивізія, 6-й танковий полк, 54-й танковий полк, 13-й мотоциклетний полк) — генерал-майор В. В. Новіков
  - 53-тя армія — (58-й стрілецький корпус, 4-й кавалерійський корпус, 83-я гірсько-піхотна дивізія)
  - Авіація (409 бойових літаків, у тому числі не менше 72 винищувачів І-152, І-153, І-16, бомбардувальники ДБ-3, АНТ-40 і розвідувальний літак Р-5)
- ВМФ — Каспійська флотилія
  - Канонерські човни: «Ленін», «Красний Азербайджан» і дрібніші одиниці

Іран
- Іранська армія — головнокомандувач Шах Реза Пехлеві
  - Сухопутні війська — дев'ять піхотних дивізій, п'ять незалежних бригад, окрема механізована бригада (полк зенітної артилерії, панцерний і мотопіхоти), окремий полк піхоти, полк важкої артилерії, зенітний артилерійський батальйон
- Авіація — 25 винищувачів (24 Hawker Fury і 1 Hawker Hurricane), багатоцільові літаки (63 Hawker Audax, 34 Hawker Hind і 3 Airspeed Oxford) і 75 навчальних літаків. На додаток на залізничній станції в Ахвазі були в контейнерах нещодавно доставлені дев'ять винищувачів Curtiss P-40 Warhawk
- Флот — 2 канонерські човни (шлюпи) («Бабр» («Babr») і «Паланг» («Palang»)), 4 малі канонерські човни («Chahbaz», «Charogh», «Karkas» i «Simorgh»), кілька патрульних катерів

## Вторгнення
Після обміну нотами з СРСР і Великою Британією шах Реза Пехлеві звернувся до президента США Франкліна Рузвельта посилаючись на Атлантичну хартію:
… На підставі заяви, в якій Ваша Величність підкреслила кілька разів необхідність захисту принципів міжнародного правосуддя і права народів на свободу. Прошу Вашу Величність вжити ефективних і термінових гуманітарних заходів з метою покласти край цим актам агресії. Цей інцидент запроторює війну у нейтральну та мирну країну, яка не має іншої мети, ніж збереження спокою та реформ в країні — . листі від 25 серпня
Проте цій заяві не вдалося отримати позитивну відповідь від президента США, яка б допомогла запобігти вторгненню до Ірану, як показує у відповіді Рузвельт:
Перегляд питання у всій його повноті включає в себе не тільки життєво важливі питання, на які Ваша Імператорська Величність посилається, але й інші провідні міркування, зумовлені амбіціями Гітлера до завоювання світу. Він упевнений, що рух до завоювання Німеччиною світу буде тривати і буде поширюватися за межами Європи в Азію, Африку і навіть до Америки, якщо його не зупинити за допомогою військової сили. Я настільки ж упевнений, що ті країни, які бажають зберегти свою незалежність мають брати участь у спільних зусиллях, для упередження захоплення, як це вже відбулося з великою кількістю країн Європи. На знак визнання цих істин, уряд і народ Сполучених Штатів Америки, як відомо, не тільки допомагає створенню оборони цих країн з усією можливою швидкістю, але також виконує дуже велику програму матеріальної допомоги тим країнам, які беруть активну участь у боротьбі проти німецького прагнення до світового панування.
Рузвельт також запевнив Шаха, зазначивши, що ноти до уряду Ірану британського і радянського урядів, не мають жодних планів щодо незалежності і територіальної цілісності Ірану. Проте, в 1945 році, СРСР має відповідальність за підтримку двох територій, що відкололися на півночі країни.

### Південний напрям
Кампанія почалася на світанку 25 серпня атакою британської канонерки Шоргем на гавань Абадан. Іранський шлюп Паланга швидко затонув, а решта суден були знищені або захоплені в полон. Іранці не мали часу, щоб підготувати опір. НПЗ у Абадані було захоплено двома батальйонами 8-ї Індійської дивізії 24-ї індійської бригади перетнувши Шатт-ель-Араб біля Басри. Невеликий загін також висадився в Бендер-Шахпур з допоміжного крейсера Канімбла для захисту порту і нафтового терміналу. Королівські військово-повітряні сили Великої Британії атакували авіабази і вузли зв'язку. 8-а індійська піхотна дивізія — 18-а й 25-а бригади атакували з Басри Каср Шейх (який було зайнято 25 серпня) і 28 серпня досягли Ахвазу, коли Шах наказав припинити бойові дії. Північніше, 8 батальйонів британських та індійських військ генерал-майора Вільяма Сліма атакували з Ханакіна родовище Нафт-і-Шах і перевал Пай Так, що веде на Керманшах і Хамадан. Перевал Пай Так було захоплено 27 серпня, після чого планувалась атака на Керманшах, але 29 серпня військова операція була перервана, через підписання перемир'я.

### Північний напрям
Планування операції здійснювалося під керівництвом начштабу КЗакВО Ф. І. Толбухіна.
Планувалося активними наступальними діями частин 47-ї армії, що діяла за напрямками: Джульфа — Хой, Джульфа — Тебриз, в обхід Даридизької ущелини, і Астара — Ардебіль, взяти під контроль Тебризьку гілку Трансіранської залізниці, а також території між Нахічеванем і Хоєм.
На час операції в оперативне підпорядкування військам були передані сили Каспійської військової флотилії (командувач — контр-адмірал Ф. С. Сидельников), так як частина пересування військ проводилася вздовж Каспію.
Підрозділи 44-ї армії рухалися в напрямку Херов — Кабах — Ахмед-абад — Дорт-Евляр — Тарх — Міане. Найскладнішим моментом операції для цих військ було подолання Аджа-Мирського перевалу на Талиському хребті.
Прикриття кордону з Туреччиною забезпечували сили 45-ї та 46-ї армій.
На третю добу операції з боку Середньої Азії розпочала бойові дії 53-я армія генерал-майора С. Г. Трофименко. Вона була розділена на три угруповання: на Західному напрямку діяв 58-й стрілецький корпус генерала М. Ф. Григоровича, по центру йшла 8-а гірсько-стрілецька дивізія полковника О. О. Лучинського, а східна група складалася з 4-го кавалерійського корпусу, дводивізіонного складу, генерала Т. Т. Шапкіна. Іранські війська, що складалися з двох піхотних дивізій, займали рубежі оборони у високогірних районах Мешхеду і Горгану. На час підписання перемир'я радянські війська, що наступали з Закавказзя, вийшли на лінію Мехабаде — Казвін, а 53-а армія САВО вийшла на рубіж Сари — Дамган — Сабзевар і просунулася за Мешхед.

### Підсумок воєнних дій
На військово-морському театрі було два іранські військові кораблі потоплено і чотири нейтралізовано Королівським флотом. Шість іранських винищувачів були збиті. Близько 800 іранських солдатів, матросів, льотчиків було вбито, в тому числі адмірал Голам Алі Баяндор. Близько 200 мирних жителів загинуло через радянське бомбардування Гіляну. Британські та індійські війська мали 22 убитих і 42 поранених.
Не маючи будь-яких військових союзників в змозі прийти на допомогу, іранський опір було швидко зламано і нейтралізовано радянськими й англійськими танками і піхотою. Британські і радянські війська зустрілися у Санандажу й Казвіну 30 серпня і 31 відповідно. Іран був переможений, нафтові родовища і Трансіранська залізниця були в руках союзників. Через відсутність транспорту британці вирішили не тримати будь-яких військ поза Хамадан і Ахваз. У той же час, новий іранський прем'єр-міністр, Фарукі, вирішив, що німецький міністр і його співробітники повинні покинути Тегеран, німецька, італійська, угорська та румунська амбасади бути закриті, а всі інші громадяни Німеччини бути передані британській та радянській владі. Невиконання останньої з цих умов призвело до введення британських і радянських військ у Тегерані 17 вересня, наступного дня Реза-шах було заарештовано і відправлено у вигнання до Південної Африки, в результаті чого його син Мохаммед Реза Пехлеві, змінив його на троні. Радянські та англійські війська були виведені з Тегерана 17 жовтня, після того як німецький вплив було нейтралізовано, хоча Іран був фактично розділений між Великою Британією та Радянським Союзом протягом війни.

## Окупація

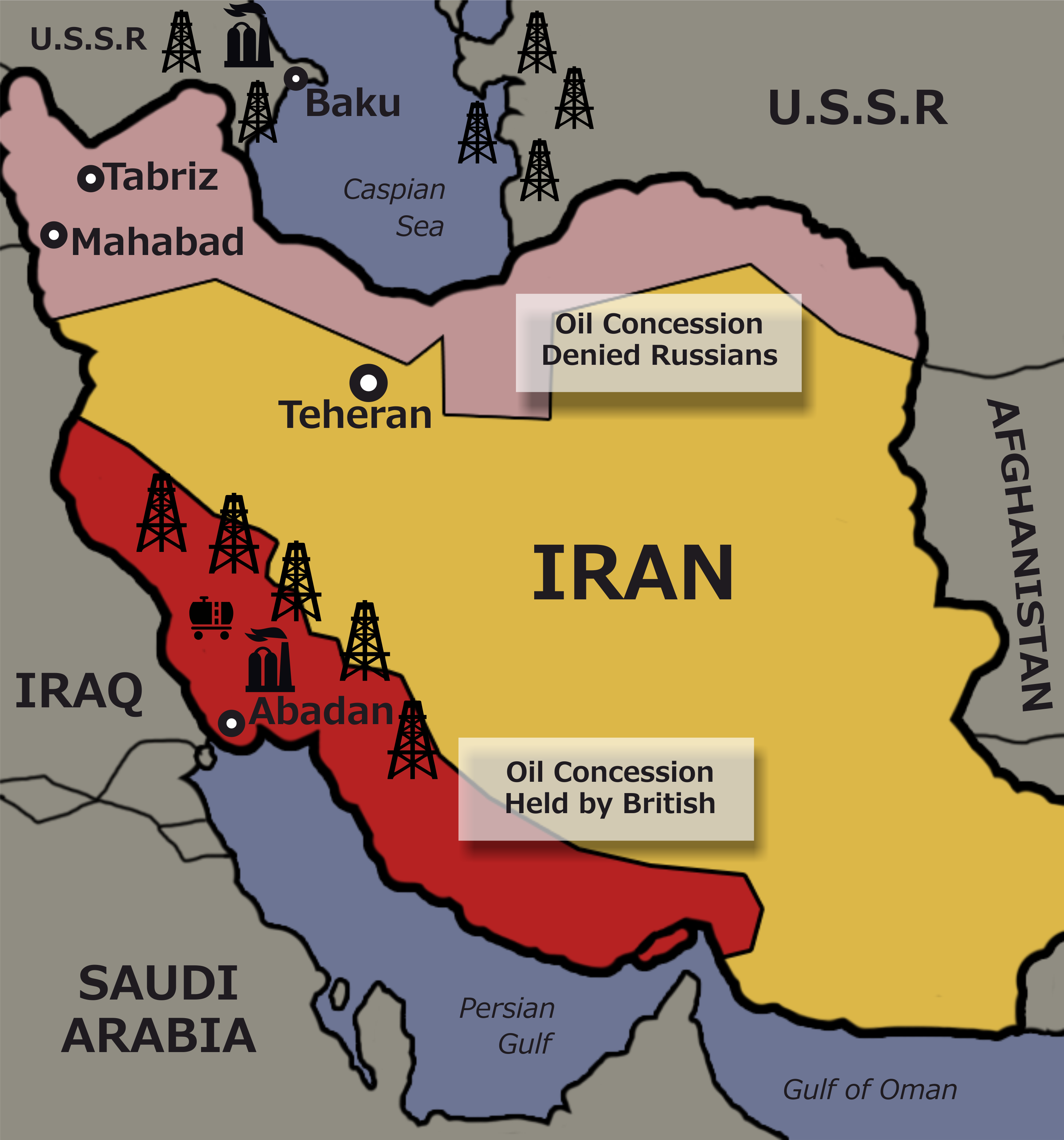
Радянські та британські сфери впливу, Іран, 1946

Перський коридор був найважливішим маршрутом поставок ленд-лізу Радянському Союзу й забезпечував масовий приплив поставок (понад 5 млн тонн матеріалів) до СРСР в першу чергу, але й для Британії на Близькому Сході. Новий шах підписав Договір про союз з Англією і Радянським Союзом у січні 1942 року, згідно з яким Іран надавав невійськову допомогу армії союзників. Стаття П'ять цього договору, зобов'язувала союзників вивести війська з Ірану не більш ніж через шість місяців після припинення військових дій. У вересні 1943 року Іран оголосив війну Німеччині. На Тегеранській конференції в листопаді того ж року, президент США Франклін Д. Рузвельт, прем'єр-міністр Великої Британії Вінстон Черчилль, і генеральний секретар Йосип Сталін знову підтвердили свою прихильність до незалежності Ірану і територіальної цілісності та відображали готовність надати економічну допомогу Ірану. Наслідки війни, проте, були дуже негативні для економіки Ірану. Була велика нестача продуктів харчування та інших предметів першої необхідності. Велика інфляція, завдала серйозних труднощів нижньому і середньому класам.

## Вивід військ
Протягом трьох років окупації, Сталін розширив радянський політичний вплив в Азербайджані й Іранському Курдистані на північному заході Ірану. 12 грудня 1945, після декількох тижнів запеклих зіткнень були засновані прорадянські маріонеткові сепаратистські Азербайджанська Народна Республіка і Народна Курдська Республіка. Іранські урядові війська спрямовані для відновлення контролю були заблоковані частинами Червоної Армії. Коли термін для виведення військ сплинув 2 березня 1946 року, через шість місяців після закінчення Другої світової війни, британці почали вивід військ, але Москва відмовилася, посилаючись на загрозу безпеці СРСР.
Радянські війська не залишили Ірану до травня 1946 року, до отримання промоцій нафтових концесій. Прорадянські республіки Північного Ірану незабаром були повалені, і нафтові концесії були скасовані.

## Сучасна оцінка Іраном подій 1941—1946 року
21 грудня 2009 р. президент Ірану Махмуд Ахмадінежад дав доручення своїй адміністрації оцінити розмір збитку, нанесеного Ірану під час Другої світової війни перебуванням на його території радянських, англійських і американських військ, з метою вимагати компенсацію за шкоду, заподіяну окупацією